# Municipio Tejupilco
Koordinaten: 18° 54′ N, 100° 9′ W
Tejupilco ist ein Municipio im mexikanischen Bundesstaat México. Die Gemeinde hatte im Jahr 2010 71.077 Einwohner, ihre Fläche beträgt 671,3 km². Verwaltungssitz des Municipios ist die Stadt Tejupilco de Hidalgo.

## Geographie
Tejupilco liegt im Südwesten des Bundesstaates México auf etwa 1300 m Höhe.
Das Municipio Tejupilco grenzt an die Municipios Luvianos, Zacazonapan, San Simón de Guerrero, Texcaltitlán, Sultepec und Amatepec sowie an den Bundesstaat Guerrero.

## Orte
Das Municipio Tejupilco umfasst 165 Orte, von denen 5 zumindest 1500 Einwohner aufweisen. Weitere 18 haben zumindest 500 Einwohner. Die größten Orte im Municipio sind Tejupilco de Hidalgo, Santo Domingo-Zacatepec, Bejucos, Rincón de Jaimes und San Andrés Ocotepec.